# محمود حمود
محمود حمود (1935 - 8 مايو 2018)، سياسي ودبلوماسي لبناني.

## مولده
ولد في عام 1935 في كفركلا بجنوب لبنان.

## عمله

### في السلك الدبلوماسي
- شغل منصب سفير لدولة الإمارات العربية المتحدة (1978-1983).
- سفير لبنان لدى ألمانيا الغربية (1983-1985).
- سفير لبنان لدى الاتحاد السوفيتي وفنلندا (1986-1990).
- سفير لبنان لدى المملكة المتحدة (1990-1999).

### في الوزارة
- في 26 تشرين الأول / أكتوبر 2000 عين وزيراً للخارجية بحكومة الرئيس رفيق الحريري في عهد الرئيس إميل لحود.
- في 17 نيسان / أبريل 2003 عين وزيراً للدفاع الوطني بحكومة الرئيس رفيق الحريري في عهد الرئيس إميل لحود، وفي 26 تشرين الأول / أكتوبر 2004 أعيد تعيينه بذات المنصب وذلك بحكومة الرئيس عمر كرامي في عهد الرئيس إميل لحود.

## وفاته
توفي في 8 مايو 2018.